# Henry Stanbery
Henry Stanbery (ur. 20 lutego 1803 w Nowym Jorku, zm. 26 czerwca 1881 tamże) – amerykański polityk.

## Życiorys
Urodził się 20 lutego 1803 roku w Nowym Jorku. Jedenaście lat później jego rodzina przeniosła się do Ohio, a Henry Stanbery wstąpił do Washington College, który ukończył w 1819 roku. Studiował nauki prawne i został przyjęty do palestry. W 1846 roku został wybrany prokuratorem generalnym stanu Ohio. W 1866 roku prezydent Andrew Johnson zaproponował mu objęcie stanowiska prokuratora generalnego. Stanbery zrezygnował z funkcji wiosną 1868 roku, by móc bronić prezydenta podczas trwania procesu jego impeachmentu. Po zakończeniu procesu Johnson ponownie zaoferował mu nominację do gabinetu, a także do Sądu Najwyższego, lecz Senat nie wyraził akceptacji dla żadnej z tych funkcji. Stanbery zmarł 26 czerwca 1881 roku w Nowym Jorku.